# Voetbalkampioenschap van Main-Hessen 1932/33
In 1932/33 werd het zesde en laatste voetbalkampioenschap van Main-Hessen gespeeld, dat georganiseerd werd door de Zuid-Duitse voetbalbond. 
FSV Frankfurt werd kampioen van de groep Main en FSV Mainz van de groep Hessen. Net als vicekampioenen Eintracht Frankfurt en Wormatia Worms plaatsten ze zich voor de Zuid-Duitse eindronde. De kampioenen en vicekampioenen werden niet van elkaar gescheiden en samen in een groep ingedeeld op basis van  geografische ligging. De vier clubs bezetten ook de vier eerste plaatsen. FSV Frankfurt werd kampioen en mocht eindelijk naar de eindronde om de landstitel nadat de club jaren op rij sneuvelde in de finale om het derde ticket. De club versloeg ook SV 1860 München om de algemene titel. Eintracht Frankfurt wist zich ook nog voor de eindronde te plaatsen. 
In de eindronde versloeg FSV PSV Chemnitz en werd dan uitgeschakeld door FC Schalke 04. Eintracht versloeg Hamburger SV, Hindenburg Allenstein (met 12:2) en verloor dan in de halve finale van Fortuna Düsseldorf. 
Na dit seizoen kwam de Nationaalsocialistische Duitse Arbeiderspartij aan de macht en werd de competitie grondig geherstructureerd. De overkoepelende voetbalbonden werden afgeschaft en ruimden plaats voor 16 Gauliga's. Hoewel dit voor vele competities in het land een ingrijpende verandering was dit niet zo'n grote verandering voor de clubs uit Zuid-Duitsland aangezien de vier Bezirksliga's vervangen werden door vier Gauliga's, zij het met minder teams. Er werden enkele grenscorrecties uitgevoerd voor de Gauliga. De clubs uit de regio Hanau, die toevallig op de twee laatste plaatsen eindigden, werden overgeheveld naar de Gauliga Hessen, waar ze verenigd werden met de clubs uit de competitie van Hessen-Hannover, een competitie van de West-Duitse voetbalbond, en waar ze dus nooit eerder tegen speelden. De overige clubs plaatsten zich voor de Gauliga Südwest-Mainhessen. 

## Bezirksliga

### Main
| Plaats | Club                           | Wed. | W  | G | V  | Saldo | Ptn.  |
| ------ | ------------------------------ | ---- | -- | - | -- | ----- | ----- |
| 1.     | FSV Frankfurt 1899             | 18   | 15 | 1 | 2  | 49:15 | 31:5  |
| 2.     | Frankfurter SG Eintracht       | 18   | 12 | 5 | 1  | 45:16 | 29:7  |
| 3.     | Offenbacher FC Kickers 1901    | 18   | 11 | 4 | 3  | 52:24 | 26:10 |
| 4.     | FC Union 07 Niederrad          | 18   | 9  | 2 | 7  | 39:37 | 20:16 |
| 5.     | VfL 03 Neu-Isenburg            | 18   | 7  | 3 | 8  | 35:33 | 17:19 |
| 6.     | FV Germania 1901 Bieber        | 18   | 6  | 3 | 9  | 29:32 | 15:21 |
| 7.     | SG Rot-Weiß 1901 Frankfurt     | 18   | 6  | 2 | 10 | 42:44 | 14:22 |
| 8.     | Frankfurter FV Sportfreunde 04 | 18   | 6  | 1 | 11 | 28:51 | 13:23 |
| 9.     | 1. Hanauer FC 1893             | 18   | 2  | 4 | 12 | 19:40 | 8:28  |
| 10.    | VfB Friedberg                  | 18   | 2  | 3 | 13 | 22:68 | 7:29  |

|  | Kampioen, geplaatst voor Zuid-Duitse eindronde en Gauliga Südwest-Mainhessen 1933/34 |
|  | Geplaatst voor Zuid-Duitse eindronde en Gauliga Südwest-Mainhessen 1933/34           |
|  | Geplaatst voor de Gauliga Südwest-Mainhessen 1933/34                                 |
|  | Geplaatst voor Gauliga Hessen 1933/34                                                |
|  | Degradatie                                                                           |

### Hessen
| Plaats | Club                    | Wed. | W  | G | V  | Saldo | Ptn.  |
| ------ | ----------------------- | ---- | -- | - | -- | ----- | ----- |
| 1.     | 1. FSV Mainz 05         | 18   | 14 | 3 | 1  | 57:20 | 31:5  |
| 2.     | VfR Wormatia 08 Worms   | 18   | 14 | 2 | 2  | 57:20 | 30:6  |
| 3.     | FC Alemannia 05 Worms   | 18   | 9  | 6 | 3  | 36:17 | 24:12 |
| 4.     | SV Wiesbaden 1899       | 18   | 7  | 5 | 6  | 29:19 | 19:17 |
| 5.     | FVgg Kastel 06          | 18   | 7  | 4 | 7  | 32:29 | 18:18 |
| 6.     | VfR 1910 Bürstadt       | 18   | 7  | 2 | 9  | 31:45 | 16:20 |
| 7.     | FVgg 03 Mombach         | 18   | 5  | 3 | 10 | 33:47 | 13:23 |
| 8.     | 1. FC 1903 Langen       | 18   | 5  | 1 | 12 | 20:48 | 11:25 |
| 9.     | SC Olympia Lorsch       | 18   | 4  | 2 | 12 | 20:33 | 10:26 |
| 10.    | FC Viktoria 09 Urberach | 18   | 3  | 2 | 13 | 23:60 | 8:28  |

## Kreisliga
Enkel resultaten uit de Kresiliga Rhein-Main zijn bewaard gebleven. 

### Rhein-Main
| Plaats | Club                    | Wed. | W  | G | V  | Saldo  | Ptn.  |
| ------ | ----------------------- | ---- | -- | - | -- | ------ | ----- |
| 1.     | SV Kostheim 1912        | 20   | 17 | 1 | 2  | 98:21  | 35:05 |
| 2.     | SC Opel 06 Rüsselsheim  | 20   | 13 | 4 | 3  | 66:35  | 30:10 |
| 3.     | FV Geisenheim 08        | 20   | 13 | 4 | 3  | 56:38  | 30:10 |
| 4.     | SV 09 Flörsheim         | 20   | 12 | 1 | 7  | 68:41  | 25:15 |
| 5.     | SV Winkel               | 20   | 8  | 3 | 9  | 35:44  | 19:21 |
| 6.     | 1.FSV Schierstein 08    | 20   | 7  | 4 | 9  | 60:54  | 18:22 |
| 7.     | FV Biebrich 02          | 20   | 8  | 2 | 10 | 44:60  | 18:22 |
| 8.     | TSV Naunheim            | 20   | 5  | 4 | 11 | 46:68  | 14:26 |
| 9.     | SV 1910 Dotzheim        | 20   | 4  | 4 | 12 | 28:44  | 12:28 |
| 10.    | SpVgg 07 Hochheim       | 20   | 4  | 4 | 12 | 37:63  | 12:28 |
| 11.    | FC Germania 08 Weilbach | 20   | 3  | 1 | 16 | 35:103 | 07:33 |

|  | Winnaar |